# Studio 54

Logo dello Studio 54

Lo Studio 54 è un'ex discoteca, poi divenuta un teatro di Broadway, situata sulla 54ª strada ovest, tra la 7ª e l'8ª Avenue di Midtown Manhattan, New York. Inaugurato nel 1927 con la denominazione Gallo Opera House, dal 1942 al 1976 l'edificio funse da studio radio-televisivo dell'emittente CBS (che lo ribattezzò Studio 52).
Nel 1977, gli imprenditori newyorkesi Steve Rubell e Ian Schrager decisero di acquistarlo e ristrutturarlo, conservando molti dei set televisivi e teatrali pre-esistenti e prendendo il nome dalla strada in cui era ubicato. Lo Studio 54 aprì il 26 aprile 1977, diventando presto uno dei principali simboli dell'epoca disco, grazie alle numerose celebrità che ne affollavano le serate e a politiche di ingresso particolarmente restrittive, ma anche per l'uso aperto di droghe quali cocaina e Quaalude al suo interno nonché per il sesso occasionale, etero e omosessuale, che si consumava in tutto l'edificio (tra cui la celebre balconata).
In seguito alla condanna di Rubell e Schrager per evasione fiscale, nel 1981 la discoteca fu venduta agli imprenditori Mark Fleischman e Stanley Tate, che a loro volta la rivendettero nel 1984 a nuovi proprietari, i quali decisero di chiuderla nel 1986. Dal novembre 1998, il sito è sede di produzioni della compagnia teatrale non-profit Roundabout.

## Il locale

### Prima dello Studio 54: Gallo Opera House e Studio 52
Il locale fu progettato dall'architetto italo-americano Eugene De Rosa e aprì nel 1927 come Gallo Opera House (e più tardi Gallo Theatre), prendendo il nome del proprietario, l'impresario teatrale Fortune Gallo. Dopo appena un biennio, l'edificio venne pignorato dai creditori di Gallo, continuando tuttavia l'attività teatrale tra alti e bassi fino al maggio del 1940 (con i nomi New Yorker e Theatre of Music).
Rimasto vuoto per tre anni, nel 1943 venne acquistato dalla CBS e ridenominato Studio 52 (in quanto 52º spazio immobiliare acquistato dall'emittente). Dagli anni '40 venne quindi utilizzato come set radiofonico e televisivo per spettacoli quali What's My Line? e The Jack Benny Program. Nel 1976, tuttavia, il network decise di traslocare la maggior parte delle trasmissioni al vicino Ed Sullivan Theater e al CBS Broadcast Center (sulla 57ª strada), mettendo in vendita lo Studio 52.
Nel 1977, gli imprenditori Steve Rubell e Ian Schrager, con l'appoggio finanziario di Jack Dushey, ne diventarono così i nuovi proprietari. Essi assunsero Scott Bromley come architetto, Ron Doud come interior designer e Brian Thompson come lighting designer. Jules Fisher e Paul Marantz, due noti progettatori illuminotecnici, contribuirono a creare l'ambiente della pista da ballo oltre alle scenografie e alle luci mobili, utilizzando i copiosi circuiti di illuminazione esistenti.

### Caratteristiche

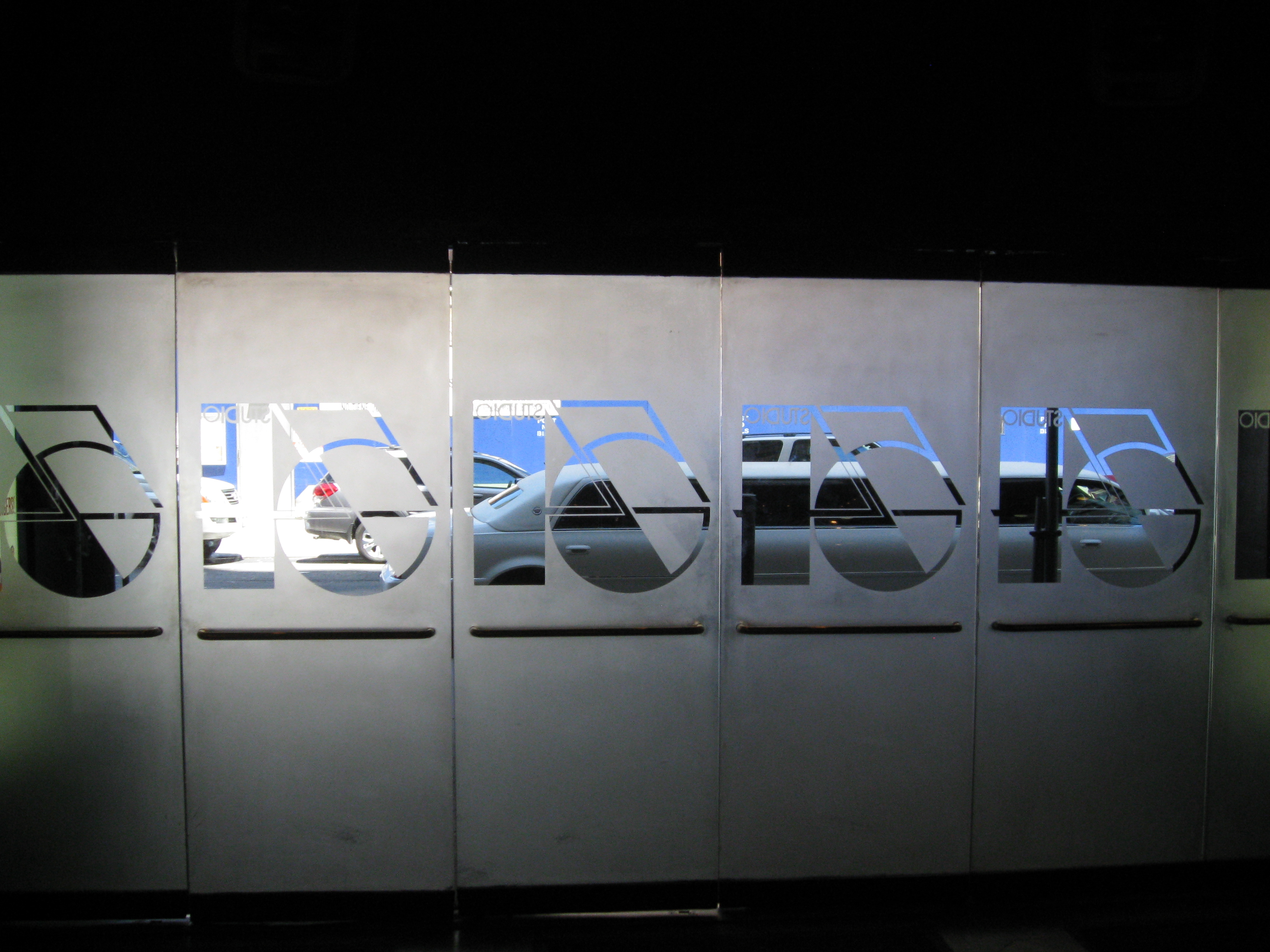
L'ingresso dello Studio 54 nel maggio del 2010

Caratteristica principale del club erano le provocazioni al costume e la stravaganza delle serate proposte. L'intento di Rubell e Schrager era infatti quello di garantire ogni sera "la festa più grande del mondo", nonché quello di scioccare Manhattan con i propri eccessi edonistici: nel locale si trovavano sempre musica ad altissimo volume, scenografie allusive (emblematica era l'immagine di una falce di luna imboccata da un cucchiaino contenente polvere scintillante) e serate che ogni sabato prevedevano una nuova sorpresa o stravaganze inedite. Al culmine di ogni serata appariva dall'alto l'"uomo sulla luna", che calava tra il pubblico e offriva ai presenti il luccicante contenuto di un cucchiaino d'argento.
Lo Studio 54 si distinse fin da subito come un luogo in cui ciascuno poteva essere protagonista a prescindere dal ceto di appartenenza, trovandosi fianco a fianco ad esponenti del jet set internazionale. Rubell intendeva offrire alla sua clientela un'atmosfera "armoniosa" e piena di giovani sessualmente disponibili, lontano dalla stampa e dai paparazzi. Ai pochi giornalisti a cui veniva permesso entrare veniva proibito di scattare foto senza permesso, e quelle scattate non potevano essere pubblicate a meno che i soggetti non fossero in posa e avessero esplicitamente dato il consenso per la pubblicazione. Il pubblico sentiva parlare di scene orgiastiche e di favolose mega-feste a tema. La giornalista Marjorie Daphnis, che riuscì ad entrare nel club nel 1979, raccontò che all'interno del club era permesso ogni tipo di eccesso. I pochi fortunati che riuscivano ad entrare dovevano pagare una tariffa assai alta, e una volta dentro era comune vedere camerieri con corpi atletici e di bell'aspetto muoversi quasi nudi tra i tavoli dei clienti, con addosso solamente un piccolo indumento per coprire i loro genitali. Spesso, inoltre, i camerieri venivano palpeggiati dai partecipanti e molti di loro consumavano rapporti sessuali sul posto.
Lo Studio 54 fu tra le prime discoteche ad adottare una selezione sistematica all'ingresso delle persone a cui consentire l'accesso (pratica diventata assai comune nei locali notturni attuali), nota per essere estremamente rigida e soggettiva, in base all'aspetto estetico e al gusto nel vestire; sovente era proprio Steve Rubell a selezionare i pochissimi fortunati a poter entrare tra la folla. Per promuovere l'inclusione sociale, la discoteca adottava inoltre una politica d'ingresso che mirava a far sì che almeno il 20% dei clienti fosse gay, e almeno il 10% lesbica o trans. Per questi stessi motivi, l'artista Andy Warhol, habitué dello Studio 54, imputò lo strepitoso successo del locale al suo essere "una dittatura all'ingresso e una democrazia sulla pista da ballo".
Gli eventi che avvenivano all'interno del nightclub erano spesso rilanciati dai giornali di tutto il mondo. Molti personaggi famosi videro comparire le loro foto sui notiziari unicamente per aver passato una notte al 54. Fece epoca, ad esempio, la foto di Bianca Jagger che il 2 maggio 1977, per festeggiare il suo trentaduesimo compleanno, entrò in pista cavalcando un cavallo bianco. Il videoclip del singolo New York City Boy dei Pet Shop Boys venne girato in parte nel locale, e in un frammento del video si vede la scena del cavallo bianco che entra.

### Struttura

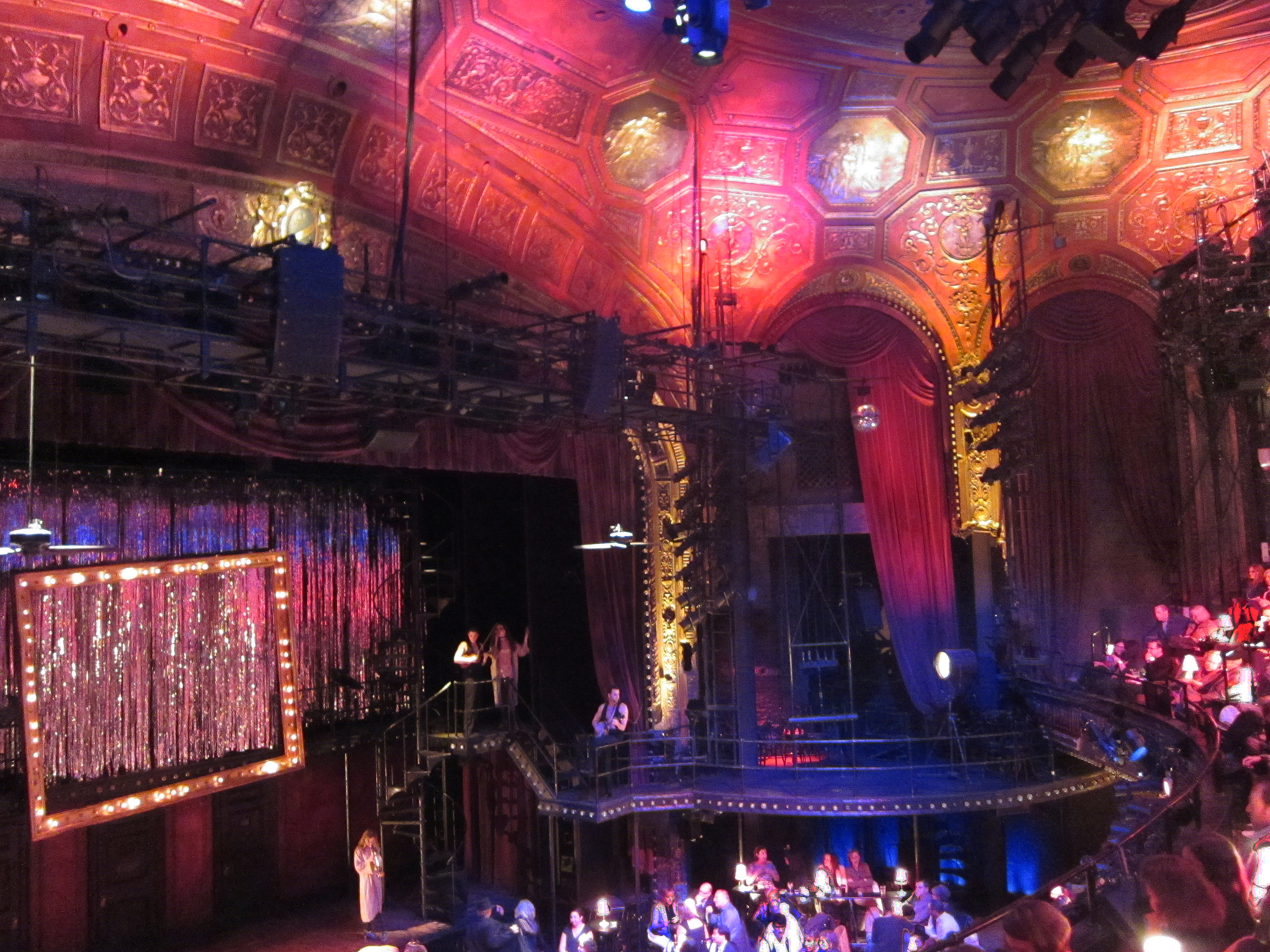
Interno dello Studio 54 attuale

La struttura del locale era essenzialmente quella di un normale teatro, composto da platea e galleria:
- La pista era stata collocata nella platea (ampia 1800 m²). La sala era attrezzata con ben 54 diversi effetti luminosi, neon rotanti, luci stroboscopiche e torri con riflettori colorati che diffondevano luci intermittenti e che si alzavano e si abbassavano, illuminando il pubblico.
- La console del disc-jockey alloggiava nella posizione del palcoscenico.
- La zona dei divani era stata ricavata nella balconata. Per accedervi si saliva attraverso una scala in stile barocco riccamente decorata.
- Il bancone del bar si trovava sotto la balconata, allo stesso livello della pista.
- Sconosciuta ai più, per l'accesso strettamente riservato, era una stanza (a mo' di privé) collocata in corrispondenza della balconata; vi poteva entrare un ristrettissimo numero di persone, invitate personalmente da Rubell, ma il gestore del locale faceva anche qualche eccezione, in quanto a volte sceglieva casualmente tra la folla delle persone comuni e le invitava insieme alle celebrità alle sue feste esclusive.

### Ospiti celebri
Numerosissime furono le celebrità del periodo a frequentare lo Studio 54. Tra queste spiccano i nomi degli attori Woody Allen, John Belushi, Sean Connery, Robert De Niro, Michael Douglas, Faye Dunaway, Farrah Fawcett, Richard Gere, Margaux Hemingway, Dustin Hoffman, Bette Midler, Liza Minnelli, Olivia Newton-John, Jack Nicholson, Al Pacino, Arnold Schwarzenegger, Sylvester Stallone, Elizabeth Taylor, John Travolta, Robin Williams; dei musicisti Bee Gees, Leonard Bernstein, David Bowie, James Brown, David Byrne, Cher, Alice Cooper, Marvin Gaye, Debbie Harry, Michael Jackson, Mick Jagger, Rick James, Elton John, Grace Jones, Tom Jones, Amanda Lear, John Lennon, Madonna, Freddie Mercury, George Michael, Giorgio Moroder, Dolly Parton, Lou Reed, Keith Richards, Frank Sinatra, Rod Stewart, Barbra Streisand, Stevie Wonder; degli artisti Michail Baryšnikov, Truman Capote, Salvador Dalí, Elio Fiorucci, Tom Ford, Diane von Fürstenberg, Martha Graham, Halston, Tommy Hilfiger, Calvin Klein, Karl Lagerfeld, Rudol'f Nureev, Paloma Picasso, Francesco Scavullo, Valentino, Andy Warhol; della modella Gia Carangi nonché delle ex first ladies Betty Ford e Jackie Kennedy. Alla serata inaugurale, nel 1977, partecipò anche il futuro presidente degli Stati Uniti Donald Trump, all'epoca ancora non entrato in politica, con l'allora moglie Ivana, e Trump fu anche il primo a mettere piede nel locale. Si ricorda anche la presenza del calciatore Pelé, della cantante rock italiana Loredana Bertè nonché degli attori Marcello Mastroianni e Gérard Depardieu.
Altrettanto numerosi furono gli artisti che vi si esibirono, tra cui: Grace Jones, Chic, Diana Ross ed Amii Stewart. Ad aver invece lavorato allo Studio 54 sono stati, tra gli altri, gli attori Al Corley e Alec Baldwin: il primo come buttafuori, il secondo come cameriere.

### Problemi legali e chiusura
Inaugurato la sera del 26 aprile 1977, l'età d'oro del locale durò solamente tre anni.
I problemi con la legge iniziarono già a un mese dall'apertura, quando la Liquor Authority dello Stato di New York sospese il locale a causa della mancanza di licenza per servire alcolici. Prima del blitz, Rubell e Schrager avevano utilizzato permessi giornalieri per catering (lo Studio 54 era infatti ufficialmente gestito da una società chiamata Broadway Catering), i quali, pur permettendo formalmente al locale di servire bevande alcoliche, erano riservati esclusivamente a matrimoni o eventi politici.
L'epopea dello Studio 54 terminò bruscamente quando, nel 1980, il proprietario Rubell fu arrestato per possesso di droga e frode al fisco.
Nel dicembre 1978, in un'intervista al settimanale New York, Rubell aveva infatti affermato di aver guadagnato 7 milioni di dollari nel primo anno di attività, aggiungendo che "solo la mafia ha fatto più soldi". Ciò attirò tuttavia l'attenzione dell'Internal Revenue Service, che in seguito a delle indagini perquisì il locale e accertò un'evasione fiscale pari a 2,5 milioni di dollari, in aggiunta al possesso di massicce dosi di droga.
Lo Studio 54 della gestione Rubell e Schrager chiuse con una grande festa nella notte tra il 2 e il 3 febbraio 1980, con Rubell che cantò per l'occasione una propria versione di My Way. Presenti quella notte furono tra gli altri Ryan O'Neal, Farrah Fawcett, Mariel Hemingway, Richard Gere, Gia Carangi, Jack Nicholson, Reggie Jackson e Sylvester Stallone. Dopo che Schrager e Rubell si dichiararono colpevoli di evasione fiscale, vennero condannati a 13 mesi di carcere e il locale fu venduto, cambiando gestione.

### Le riaperture e la riconversione a teatro

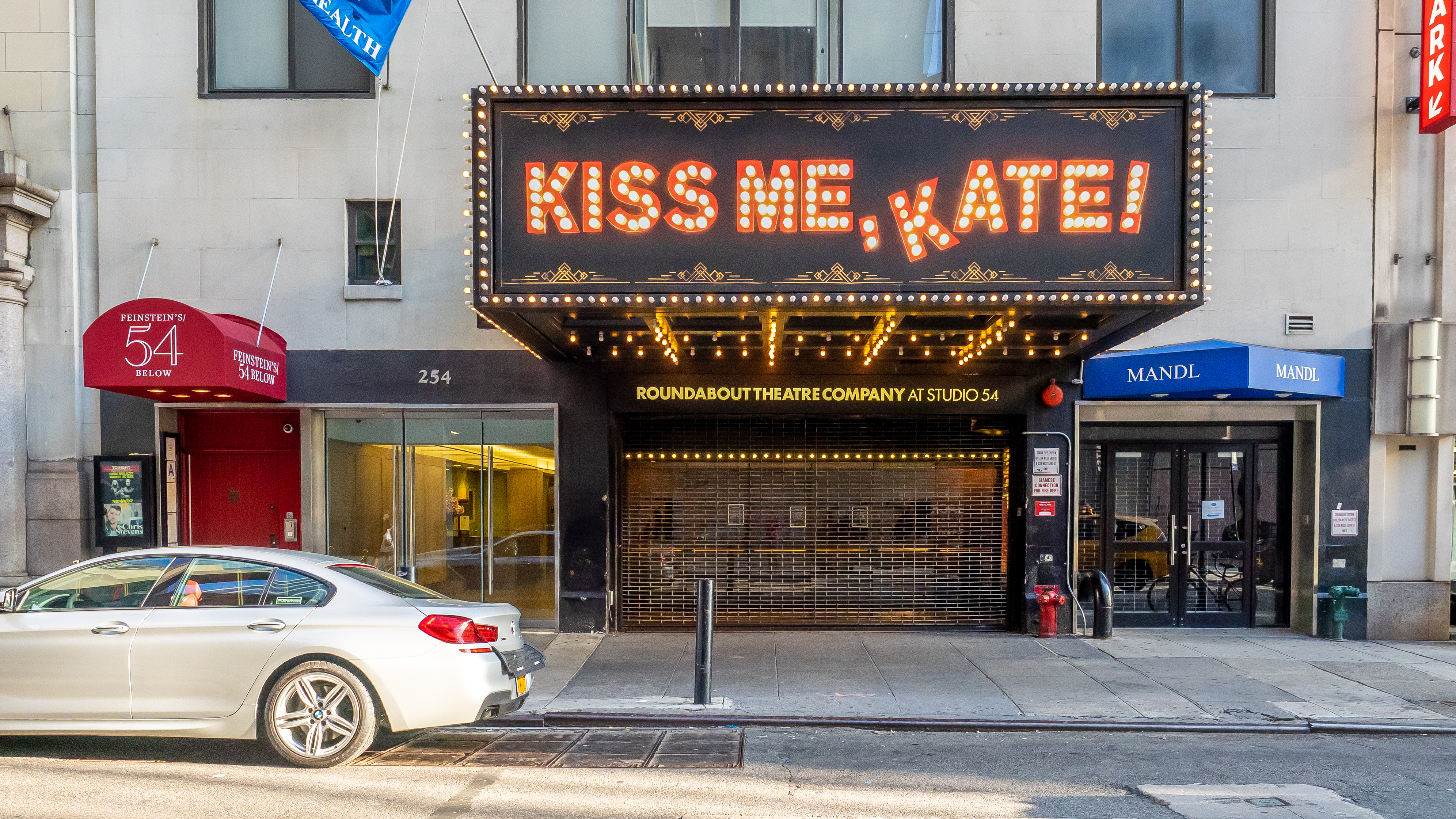
L'esterno dello Studio 54 nel 2019

Rubell e Schrager vendettero lo Studio 54 nel 1981, mantenendone però l'affitto. Più tardi quello stesso anno, la discoteca fu venduta agli uomini d'affari Mark Fleischman e Stanley Tate, con Rubell e Schrager a fare da consulenti per un periodo di sei mesi. Lo Studio 54 riaprì nel settembre del 1981, in un contesto meno liberale rispetto alla precedente gestione, e vide la partecipazione di celebrità come Calvin Klein, Cary Grant e Gina Lollobrigida. Tra i clienti di quegli anni ci furono inoltre Boy George, Janet Jackson, Lionel Richie, Jean-Michel Basquiat, La Toya Jackson, David Lee Roth, Tatum O'Neal, Jennifer Grey, Cyndi Lauper e le attrici pornografiche Ginger Lynn e Traci Lords. Quando il contratto d'affitto scadde nel 1986, il locale chiuse nuovamente.
Nell'aprile del 1989 la proprietà dello Studio 54 passò alla società CAT Entertainment, la quale trasformò il locale in una sala concerto per artisti sotto il nome "The Ritz". Nel 1993 la CAT Entertainment fu acquisita dalla Cabaret Royale di Dallas, che investì nella ristrutturazione del nightclub e fece rivivere il marchio "Studio 54" (che non era mai stato registrato dai precedenti proprietari). Il locale fu gestito come "Cabaret Royale at Studio 54" da CAT Entertainment fino agli inizi del 1995.
Alla fine del 1994, la società Allied Partners acquistò lo Studio 54 per 5,5 milioni di dollari (più del quintuplo del prezzo pagato nel 1977 da Schrager e Rubell al netto dell'inflazione) e, dopo un lungo contenzioso, CAT Entertainment dovette cessare le sue attività. I nuovi proprietari restaurarono gran parte dei dettagli architettonici che erano stati dipinti di nero o ricoperti di compensato da Schrager e Rubell. La discoteca riaprì con un concerto dal vivo delle star disco Gloria Gaynor, Vicki Sue Robinson e del gruppo Sister Sledge, ma anche questo progetto si sarebbe concluso prematuramente, con una dichiarazione di bancarotta nel 1996.
Nel 1998, la compagnia teatrale Roundabout decise di tenere alcune performance del musical Cabaret nell'ex Studio 54, preludio all'acquisto dell'edificio dai precedenti proprietari per 22,5 milioni di dollari, completatosi nel 2003. Tra le altre attività oggi ubicate nell'edificio ci sono un ristorante (Feinstein's/54 Below) nel seminterrato, una casa discografica (Studio 54 Music) e una stazione radiofonica (Studio 54 Radio).

## Curiosità e riferimenti culturali
- Nel 1979 la Casablanca Records ha pubblicato una compilation di musica disco, A Night at Studio 54, contenente alcuni dei brani più suonati allo Studio 54.
- I film Studio 54 e The Last Days of Disco, entrambi del 1998, raccontano l'epopea della discoteca.
- All'inizio del film Watchmen (2009) di Zack Snyder, uno dei protagonisti, Ozymandias, è raffigurato all'ingresso dello Studio 54.
- Nella seconda puntata della serie American Horror Story: Hotel, Lady Gaga entra in una discoteca in groppa a un cavallo bianco, omaggio all'ingresso di Bianca Jagger nello Studio 54 nel 1977.
- Una copia dello Studio 54 è stata ricostruita presso l'hotel MGM Grand a Las Vegas.
- Gli Chic citano indirettamente lo Studio 54 nel brano del 1978 Le Freak, ideato da Nile Rodgers e Bernard Edwards dopo essere stati cacciati dal locale la notte di San Silvestro del 1977, quando, tornati a casa di Rodgers per brindare, improvvisarono una jam session volgare proprio contro la discoteca[22].
- Amanda Lear cita la discoteca nella canzone Fashion Pack del 1979.
- Il locale e il proprietario Steve vengono mostrati più volte nella serie TV Netflix Halston, in quanto frequentata assiduamente dal protagonista.
- Nell'episodio 7 della ventesima stagione della serie animata I Simpson (Mypod d'ottone e manicotti di dinamite) viene mostrato lo Studio 54 in un episodio di "Grattachecca e Fighetto".
- Il 29 agosto 1978 Michael Jackson festeggiò allo Studio 54 il suo 20º compleanno, circostanza che lo ispirò nella composizione del suo album Off the Wall, pubblicato l'anno successivo.